# Profeta Eliseo (Vasari)
Il Profeta Eliseo è un dipinto di  Giorgio Vasari, realizzato ad olio su tavola e conservato agli Uffizi.

## Storia e descrizione
Il dipinto, di contenute dimensioni, era destinato al culto privato. Si tratta di una copia, in piccolo, dipinta contestualmente alle Nozze di Cana e al San Benedetto, i tre quadri che il Vasari aveva realizzato nel 1566 per la basilica di San Pietro, a Perugia. L'opera Profeta Eliseo si trovava a Palazzo Pitti e fu trasferita nel 1773 agli Uffizi.
A giugno 1940 la Galleria degli Uffizi fu svuotata e molte opere d'arte furono trasferite nel rifugio della Villa medicea di Poggio a Caiano. Questo dipinto faceva parte di questo gruppo di opere e rimase nascosto fino al 1944, quando fu riportato a Firenze, prima a Palazzo Pitti poi, nel 1970, alla Tribuna degli Uffizi.  
Al British Museum si conserva un disegno preparatorio della figura del profeta Eliseo.
Dalla Bibbia sappiamo che Eliseo, discepolo del profeta Elia, salvò il popolo ebraico dalla fame, rendendo commestibili piante selvatiche non commestibili e moltiplicando pani, prefigurando così i miracoli di Cristo. Eliseo, che è rappresentato in basso, compie il miracolo, trasformando cibi offerti da due personaggi: uno è di fronte al profeta e l'altro è dietro, in piedi. Intorno, altri personaggi assistono meravigliati alla scena, che si svolge ai piedi di una scala che conduce ad un ballatoio, dove siedono altri personaggi, barbuti, intenti a mangiare vivande presentate da un servitore. Sul fondo, dietro arcate verdeggianti, un paesaggio con montagne dalla cima ombreggiata di azzurro.
Gli incarnati vivi, la ricchezza e la profondità delle pieghe degli abiti, gli elementi architetturali e il paesaggio sottolineano lo stile manierista di Vasari.

### Esposizioni
- Fontainbleau e la Maniera Italiana, Napoli, 1952
- Mostra storica della Tribuna degli Uffizi, Firenze, 1970[3]
- Giorgio Vasari, Parigi, 2011-2012[4]